# Nicolaus Stecker
Nicolaus Stecker, född i Eisleben, död efter 1532, var en tysk-svensk präst.

## Biografi
Nicolaus Stecker föddes i Eisleben. Han blev 7 maj 1520 student vid Wittenbergs universitet. Stecker deltog i september 1524 tillsammans med Gustaf I i Malmö och omnämns då som kyrkoherde i Storkyrkoförsamlingen i Stockholm. Han omnämns sista gången som kyrkoherde där 13 maj 1527. Stecker reste sedan till Holstein och var där 1532.